# کلیسای هوهانس مقدس (کرزن)
کلیسای هوهانس مقدس (کرزن) (ارمنی: Սուրբ Հովհաննես եկեղեցի (Կրզեն)؛ ) یک کلیسا متعلق به کلیسای حواری ارمنی واقع در شهر کرزن، شهرستان تووز جمهوری آذربایجان می‌باشد. ساخت و ساز این ساختمان در سده ۱۰ام میلادی؛ به پایان رسید. این بنا به سبک معماری ارمنی طراحی شده است.